# Claude Martin (veslač)
Claude Auguste Martin, francoski veslač, * 10. oktober 1930, Pariz, † 13. december 2017.
Martin je za Francijo nastopil na Poletnih olimpijskih igrah 1952 in 1960.
V Rimu je kot član četverca s krmarjem osvojil srebrno medaljo.
Pred tem je na igrah leta 1952 v Helsinkih prav tako veslal v četvercu s krmarjem, ki je tam izpadel v polfinalu. 